# APTT
Czas częściowej tromboplastyny po aktywacji, APTT (od ang. activated partial thromboplastin time), dawniej czas kaolinowo-kefalinowy – jeden ze wskaźników krzepliwości krwi. Jest to miara aktywności osoczowych czynników krzepnięcia XII, XI, IX i VIII, tworzących układ wewnątrzpochodny aktywacji protrombiny. Zależy on także od czynników biorących udział w powstawaniu trombiny (protrombiny, czynnika X i V) i konwersji fibrynogenu do fibryny.
Prawidłowy APTT powinien utrzymywać się w przedziale od 26 do 36 sekund.
Badanie czasu częściowej tromboplastyny po aktywacji jest niezbędne w rozpoznawaniu i monitorowaniu leczeniu skaz krwotocznych. Jednokrotny wynik nie ma znaczenia diagnostycznego, gdyż często jest wynikiem nieprawidłowego pobrania krwi, jednak powtarzające się skrócone APTT sugerują zwiększone ryzyko choroby zakrzepowej. Kontrolę APTT stosuje się również podczas leczenia heparyną niefrakcjonowaną.

## Przyczyny wydłużenia APTT
- niedobór czynników krzepnięcia: VIII (hemofilia A), IX (hemofilia B), XI (hemofilia C) oraz czynnika X i protrombiny
- afibrynogenemia, hipofibrynogenemia, dysfibrynogenemia
- choroba von Willebranda
- obecność antykoagulantu toczniowego
- nabyte przeciwciało przeciwko czynnikowi krzepnięcia VIII (nabyta hemofilia A)[2]
- leczenie heparyną niefrakcjonowaną lub czasem w czasie leczenia doustnymi antykoagulantami (antagonistami witaminy K)
- zespół rozsianego krzepnięcia wewnątrznaczyniowego (DIC)
- niedobór kininogenu wielkocząsteczkowego i prekalikreiny oraz czynnika XII
- wrodzony lub nabyty niedobór czynnika V
- przy uszkodzeniu wątroby lub niedoborze witaminy K
- zespół antyfosfolipidowy

## Przyczyny skrócenia APTT
- nadkrzepliwość[3]

## Podstawowe zastosowanie
- monitorowanie leczenia przeciwkrzepliwego (w trakcie leczenia APTT powinien wynosić 60–90 s)
- diagnostyka wrodzonych i nabytych skaz krwotocznych